# André Lange
André Lange (28 de junho de 1973) é um piloto de bobsled alemão que conquistou quatro medalhas de ouro nos Jogos Olímpicos de Inverno: Salt Lake City 2002 (equipes), Turim 2006 (duplas e equipes) e Vancouver 2010 (duplas).